# Lijst van militaire catastrofes

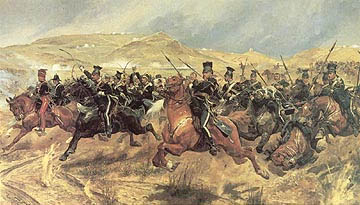
De charge van de Lichte Brigade wordt nog steeds door militaire historici en studenten bestudeerd als een voorbeeld van hoe het mis kan gaan als militaire inlichtingen ontoereikend en orders onduidelijk zijn.

Een militaire catastrofe is het onverwachte en overtuigende verlies van een van de partijen in een veldslag of oorlog, waardoor vaak de loop van de geschiedenis is veranderd.
Een militaire catastrofe kan uiteenlopen van een sterk leger dat een belangrijke slag verliest van een duidelijk zwakkere tegenstander, tot een leger dat verrast en verslagen wordt door een duidelijk sterkere tegenstander, of een zeer eenzijdige uitkomst in geval van twee schijnbaar gelijkwaardige tegenstanders. Een militaire catastrofe kan het gevolg zijn van slechte voorbereiding, slechte uitvoering, slecht weer, een algemeen gebrek aan kunde of mogelijkheden, het falen van nieuwe technologie, een ernstige blunder, een briljante zet van de tegenstander, of simpelweg de onverwachte aanwezigheid van een overmachtige vijand.

## Oudheid
- De Slag bij Salamis was een zeeslag tijdens de Tweede Perzische Oorlog tussen de Griekse stadstaten en Perzië onder Xerxes die plaatsvond in september 480 v.Chr. in de zee-engte tussen Piraeus en Salamis. Het was een keerpunt in de oorlog waarmee de Perzische opmars gestuit werd.
- De Siciliaanse Expeditie was een Atheense expeditie naar Sicilië van 415 v.Chr. tot 413 v.Chr., die na een succesvol begin uitliep op een totaal fiasco.
- De Slag bij Changping was een militaire campagne van 262 v.Chr. tot 260 v.Chr. gedurende de Periode van de Strijdende Staten in China, waarbij 400.000 manschappen van de Zhao levend werden begraven nadat hun bevelhebber Zhao Kuo zich liet misleiden door de bevelhebber van Qin. De beslissende overwinning van Qin over Zhao leidde er uiteindelijk toe dat Qin heel China veroverde en tot één staat kon samenvoegen.
- De Slag bij Cannae was een belangrijke veldslag tijdens de Tweede Punische Oorlog, waarbij de Carthaagse veldheer Hannibal op 2 augustus 216 v.Chr. de zestien Romeinse legioenen onder leiding van Lucius Aemilius Paullus en Gaius Terentius Varro een verpletterende nederlaag toebracht. De oorzaak van de nederlaag was de strategische blunder van de Romeinse consul en bevelhebber Gaius Terentius Varro om een open veldslag tegen Hannibal te wagen, waardoor Hannibal een in de militaire strategie klassiek geworden tangbeweging kon toepassen. Volgens Livius sneuvelden er 48.000 Romeinen.
- De Slag bij Julu in 207 v.Chr. waarbij het leger van Chu onder leiding van Xiang Yu een veel grotere krijgsmacht van de Qin-dynastie wist te verslaan. De verliezen van de Qin-dynastie waren meer dan 100.000 man. De dynastie kwam kort daarna ten val.
- De Slag bij Mobei in 119 v.Chr. leidde tot de totale vernietiging van het leger van Xiongnu van 100.000 man door het Hanleger. Deze veldslag en zijn gevolgen betekende de suprematie van de Chinezen over de noordelijke barbaarse volkeren gedurende de volgende paar eeuwen.
- De Slag bij Carrhae vond plaats in 53 v.Chr. tussen de Romeinen onder leiding van Marcus Licinius Crassus en de Parthen onder leiding van Surenas. De 40.000 Romeinen verloren de slag doordat ze al te optimistisch kozen voor de directe route dwars door de woestijn in plaats van door de Noordelijke bergen. De slechts 9.000 Parthen wisten ze vernietigend te verslaan. Crassus werd gevangengenomen en gedood. Van de 35.000 Romeinse legionairs, 4.000 cavaleristen en 4.000 lichte infanteristen werden er 20.000 gedood, 10.000 gevangengenomen en 4.000 raakten gewond.
- Het Beleg van Alesia vond plaats in 52 v.Chr. bij het Gallische Oppidum Alesia. Het Romeins leger van ongeveer 50.000 man, onder leiding van Julius Caesar, vocht tegen het Arvernische leger onder leiding van Vercingetorix. Ondanks dat de Galliërs een groot overwicht hadden, aanvankelijk zelfs vijf keer zoveel manschappen, konden zij het voordeel niet uitbuiten. Caesar maakte gebruik van een circumvallatielinie om zo de stad uit te hongeren en tot overgave te dwingen en behaalde hier een van zijn grootste overwinningen.
- De Slag bij het Teutoburgerwoud (ook Varusslag of door contemporaine Romeinse geschiedschrijvers clades Variana ("varusramp") genoemd) vond waarschijnlijkheid van 9 tot 11 september van het jaar 9 n.Chr. plaats bij de plaats Kalkriese. De Germanen vernietigden hier drie Romeinse legioenen. De veldslag leidde een zevenjarige oorlog in, waarna de Rijn voor een periode van een kleine 400 jaar als grens van het Romeinse Rijk bleef bestaan.
- De Slag tussen Boudicca en Paulinus, ook bekend als de Slag bij Watling Street of de Slag bij Paulerspury, was een veldslag in Britannia in 60 of 61 n.Chr. waarbij een krijgsmacht van slechts 10.000 Romeinen onder leiding van Gaius Suetonius Paulinus erin slaagde om tussen de 100.000 en 250.000 Britten onder leiding van koningin Boudicca vernietigend te verslaan. De slag betekende het einde van het verzet tegen de Romeinse overheersing in het zuidelijke deel van Britannia tot 410 n.Chr.
- De Slag bij Guandu vond plaats in het jaar 200 tussen de Chinese krijgsheren Cao Cao en Yuan Shao. Het sterkere leger van Yuan Shao verloor doordat het naliet zijn voorraden te beschermen.
- De Slag bij Chi Bi was een vlootslag op de rivier de Yangtze in China in het jaar 208. De slag werd gevoerd tussen de bondgenoten Sun Quan en Liu Bei en hun tegenstander Cao Cao. Dankzij Liu Bei's adviseur Kong Ming en Sun Quan's adviseur Zhou Yu werd Cao Cao's veel grotere vloot met vuur vernietigd.
- De slag bij Edessa vond in 259 of 260 plaats tussen een 70.000 man sterk Romeins leger onder bevel van keizer Valerianus I Perzië binnentrok om een einde te maken aan de Perzische invallen op Romeins grondgebied. Het Sassanidische leger onder leiding van de koning der koningen (shahanshah) Shapur I behaalde een beslissende overwinning waarbij het gehele Romeinse leger werd gedood of gevangengenomen. De Perzen leden slechts minimale verliezen.
- De Slag bij Adrianopel werd op 9 augustus 378 uitgevochten in de buurt van de stad Adrianopel tussen een Romeins leger onder leiding van de Romeinse keizer Valens en Gotische rebellen (grotendeels Tervingi, maar ook Greutungen, niet-Gotische Alanen, enige Hunnen en diverse lokale rebellen) onder leiding van Fritigern. De veldslag vond plaats ongeveer 13 kilometer ten noorden van Adrianopel (het moderne Edirne in de Europese deel van Turkije, vlak bij de huidige grens met Griekenland en Bulgarije) in de toenmalige Romeinse provincie Thracië en eindigde met een overweldigende overwinning voor de Goten. De Romeinse nederlaag was dusdanig, dat er al gauw vergelijkingen werden getrokken met de 'Slag bij Cannae' bijna zeshonderd jaar eerder.

## Middeleeuwen

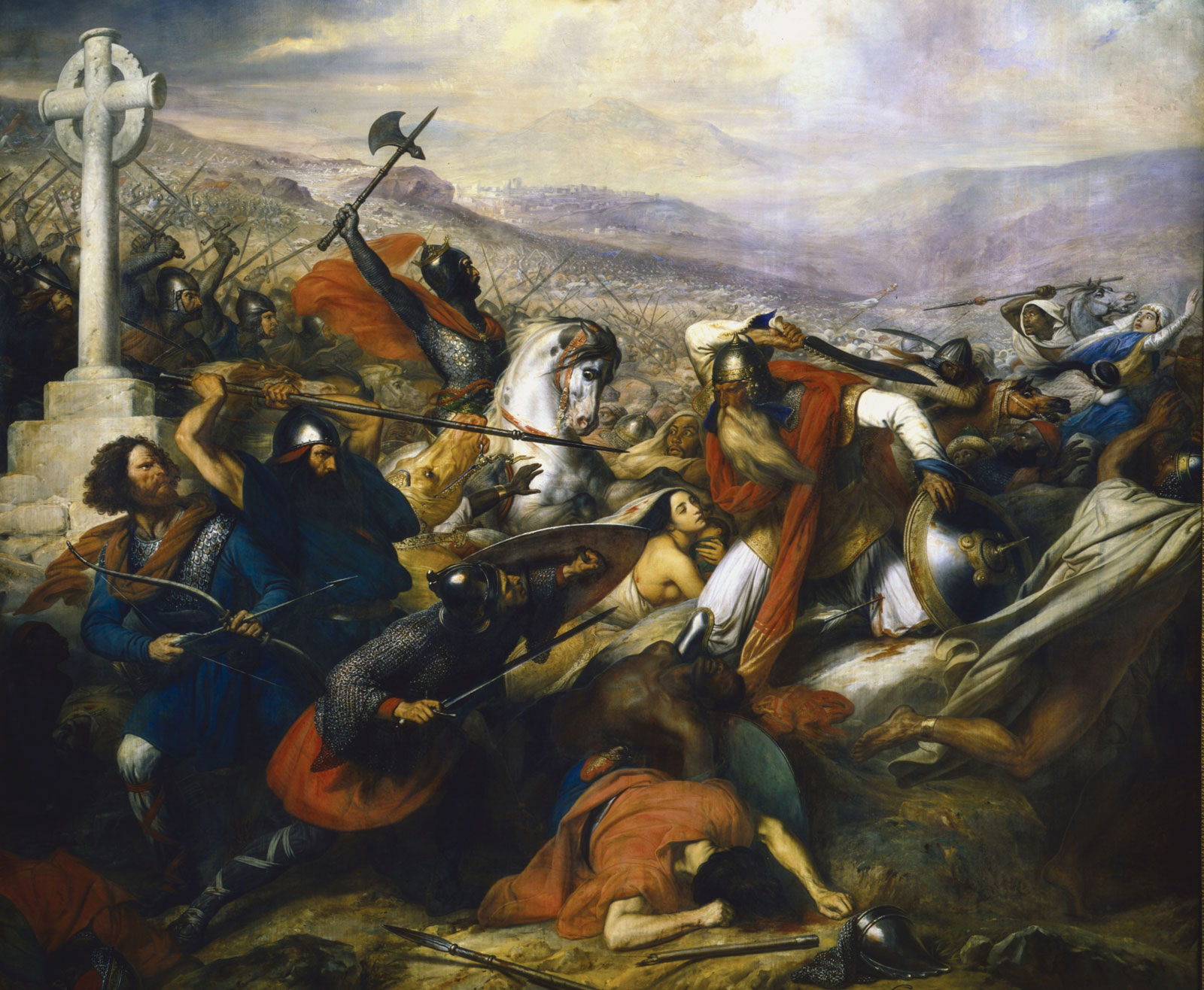
De Slag bij Poitiers op een schilderij van Charles de Steuben

- De Slag bij de Salsu vond plaats in 612, gedurende de tweede Goguryeo-Suioorlog, tussen het Koreaanse koninkrijk Goguryeo en de Chinese Sui-dynastie. De cavalerie van Goguryeo versloeg het veel grotere Suileger bij de rivier de Salsu (Chongchon).
- De Slag bij de Jarmuk was een veldslag tussen het Arabische Rijk en het Byzantijnse Rijk over een periode van zes dagen in augustus 636. De slag vond plaats bij de Jarmuk, een zijrivier van de Jordaan, en is van historisch belang omdat ze symbool staat voor de eerste golf van islamitische veroveringen buiten het Arabisch schiereiland. Byzantium verloor Syrië aan de Arabieren en Khalid ibn Walid vestigde met deze slag zijn reputatie als militair strateeg en cavaleriecommandant.
- De Slag bij al-Qādisiyyah in 636, waarbij het Arabische moslimleger het grotere leger van de Sassaniden overtuigend versloeg met de islamitische verovering van Perzië als gevolg.
- De Slag bij Poitiers in oktober 732 of 733 tussen de Frankische hofmeier Karel Martel en een islamitisch leger onder emir Abdul Rahman. De laatsten trokken door Frankrijk op om pas bij Tours op tegenstand te stuiten. Ondanks hun militaire overwicht leden ze daar een beslissende nederlaag tegen de Franken. De uitkomst van deze veldslag bracht de noordwaartse expansie van de islam uit Spanje tot staan en wordt traditioneel geassocieerd met het begin van de reconquista.
- De Slag bij de Acheloos in 917. Een kleine Bulgaarse strijdmacht was een enorm Byzantijns leger van 110.000 man te slim af, in een van de bloedigste veldslagen van de middeleeuwen met 90.000 dodelijke slachtoffers, waarvan 70.000 Byzantijnen. De botten van de slachtoffers waren 75 jaar later nog steeds zichtbaar op het slagveld.
- De slag bij Hastings werd op 14 oktober 1066 uitgevochten tussen een Normandisch-Frans leger onder leiding van hertog Willem II van Normandië en een leger onder leiding van de Angelsaksische koning Harold II. De slag is vernoemd naar de Engelse plaats Hastings, maar vond in werkelijkheid ongeveer tien kilometer ten noordwesten daarvan plaats, waar nu de plaats Battle ligt. De uitkomst van de slag bij Hastings was een beslissende Normandische overwinning, de eerste en belangrijkste stap in de Normandische verovering van Engeland.
- De Slag bij Manzikert was een veldslag die plaatsvond op vrijdag 26 augustus 1071 in het uiterste oosten van het Byzantijnse Keizerrijk, nabij Manzikert (het huidige Malazgirt), ten noorden van het Vanmeer. Een Byzantijns leger onder aanvoering van keizer Romanus IV Diogenes confronteerde er een Seltsjoeks leger onder aanvoering van Alp Arslan. De strijd eindigde in een vernederende nederlaag voor de Byzantijnen en de gevangenneming van hun keizer. In de jaren na de slag veroverden de Seltsjoeken het grootste deel van Anatolië. Deze slag markeerde het begin van het einde voor het Byzantijnse Rijk als een militair levensvatbare staat. Hij was ook de directe aanleiding voor de aanvang van de kruistochten.
- De Slag bij Hattin vond plaats op 4 juli 1187, vlak bij het Meer van Tiberias. De naam van de slag verwijst naar de twee heuvels – de Horens van Hattin – waar een overmoedig kruisvaardersleger vast kwam te zitten in een waterloos woestijngebied en daardoor een makkelijke prooi werd voor de Saraceense strijdmacht van Saladin. Dit leidde grotendeels tot de val van het Koninkrijk van Jeruzalem.
- De Slag bij Stirling Bridge tijdens de eerste Schotse onafhankelijkheidsoorlog vond plaats op 11 september 1297 nabij Stirling. De slechts met speren bewapende Schotten, onder leiding van Andrew Moray en William Wallace behaalden een belangrijke overwinning op de Engelsen, die onder leiding stonden van John de Warenne, de zevende Earl van Surrey, en Hugh de Cressingham door de Engelse zwaarbewapende cavalerie na het oversteken van de smalle brug de terugweg af te snijden en de Engelse ruiters vervolgens massaal af te slachten. Eén groep Engelse ridders, onder leiding van Sir Marmaduke Tweng, wist zich de weg terug te vechten over de brug; meer dan honderd anderen, waaronder Cressingham, lieten het leven. John de Warenne intussen had aan de zuidzijde van de brug nog voldoende mankracht om stand te houden tegen de Schotten, echter gebrek aan zelfvertrouwen deed hem bevelen de brug te vernietigen en zich terug te trekken naar Berwick-upon-Tweed.
- De Slag bij Nicopolis op 25 september 1396 markeerde het einde van een korte kruistocht tegen het Osmaanse rijk in 1396 en eindigde met een verpletterende nederlaag van de verbonden kruisvaarders. De veldslag vond plaats bij Nicopolis, het huidige Nikopol in Bulgarije. Het was de laatste grootschalige kruistocht van de middeleeuwen.
- De Slag bij Azincourt (door de Engelsen Agincourt genoemd) werd geleverd op 25 oktober 1415 tijdens de Honderdjarige Oorlog tussen het leger van koning Hendrik V van Engeland en dat van Karel VI van Frankrijk. Het veel kleinere Engelse leger triomfeerde over het grote Franse leger met een groot contingent zwaar geharnaste ridders te paard. Deze laatsten gleden uit in de modder en leden zware verliezen in de storm van pijlen die op hen neer regende.
- De Slag bij Tumu van 1449 waarbij een zeer grote strijdmacht van 500.000 man van de Ming-dynastie werd verslagen door een leger van slecht 20.000 man van de Mongolen. Keizer Zhengtong van de Ming-dynastie werd gevangengenomen. Deze veldslag wordt beschouwd als het grootste militaire debacle uit de hele Chinese geschiedenis. Volgens een legende werd Zhengtong tijdens zijn gevangenschap in Mongolië tewerkgesteld als herder.

## 16e eeuw

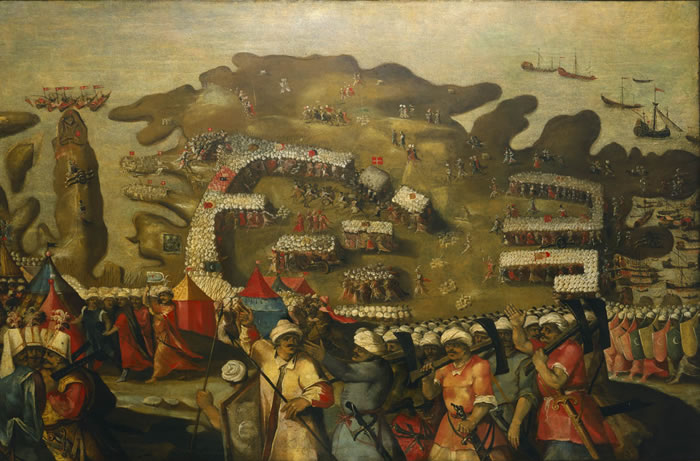
Het Beleg van Malta op een fresco van Matteo Pérez

- De Slag in de Straat van Myeongnyang op 26 oktober 1597 was een zeeslag tussen een Koreaanse vloot onder leiding van admiraal Yi Sun-sin en een Japanse vloot in de Straat van Myeongnyang bij het eiland Jindo, bij de zuidwestelijke punt van het Koreaanse schiereiland. Met nog slechts dertien schepen die hem resteerden na de verpletterende nederlaag van admiraal Won Gyun in de Slag in de Straat van Chilchonryang, versloeg admiraal Yi met een "Last Stand" een vloot van 133 Japanse oorlogsschepen en ten minste 200 bevoorradingsschepen.
- De Slag bij Flodden of Flodden Field was een strijd in Northumberland, in het noorden van Engeland op 9 september 1513 tussen een Schots invasieleger onder leiding van koning Jacobus IV van Schotland en een Engels leger onder leiding van Thomas Howard, 2de hertog van Norfolk. De slag eindigde met een bloedige nederlaag van de Schotten en de dood van Jacobus. Het was de grootste strijd tussen beide landen, in termen van aantal deelnemers.
- De Eerste slag bij Panipat in 1526, waarbij Babur Ibrahim Lodhi versloeg en Delhi verwoestte.
- Het Beleg van Wenen vond plaats in 1529 onder leiding van Sultan Süleyman I de Prachtlievende. Het Ottomaanse Rijk was op het toppunt van zijn macht, maar Suleiman slaagde er niet in de stad in te nemen, ondanks een aanmerkelijk overwicht in manschappen.
- De Slag in de Solway Moss in 1542 betekende een nederlaag voor de ongeveer 15.000-18.000 Schotse soldaten, die nadat ze in een moeras waren vast te zitten, werden verslagen door 3.000 Engelsen.
- De Slag bij Okehazama was een slag tijdens de Japanse Sengoku-periode in mei of juni 1560. De invasie door Imagawa Yoshimoto van de provincie Owari kwam volledig tot stand, nadat een nachtelijke hinderlaag door de strijdmacht van Oda Nobunaga leidde tot grote verliezen, met onder andere vele gesneuvelde officieren waaronder Yoshimoto, waardoor diens leger op de vlucht sloeg en uiteindelijk geheel uiteenviel. Voor Nobunaga betekende dit een belangrijke stap op weg om later een van de machtigste heersers van Japan worden.
- Het Beleg van Malta was een Ottomaanse aanval op de hospitaalridders die vanaf het eiland Malta een bedreiging vormden voor de scheepvaart van het Ottomaanse Rijk op de Middellandse Zee. Het beleg begon op 18 mei 1565 en eindigde op 11 september van hetzelfde jaar toen de Turken de aanval afbraken. De overwinning van de Maltezer ridders had geen directe gevolgen voor de verdeling van de macht in het Middellandse Zeegebied, maar het was wel de eerste keer in een eeuw tijd dat de Ottomanen daar een nederlaag werd toegebracht.
- De Slag bij Lepanto op 7 oktober 1571 was een zeeslag tussen de christelijke Heilige Liga en het islamitische Ottomaanse Rijk over de beheersing van het oostelijke Middellandse Zeegebied. Het was een van de grootste zeeslagen uit de wereldgeschiedenis en ook de laatste grote zeeslag waar gebruik werd gemaakt van galeischepen. Hij vond plaats in de buurt van Lepanto (dit is de vroegere Italiaanse naam van de Griekse havenstad Návpaktos) aan de nauwe ingang van de Golf van Korinthe. De Ottomanen verloren 240 schepen (van een totaal van 300), terwijl de Liga er slechts 12 verloor (van een totaal van 210).
- De Spaanse Armada (armada is Spaans voor 'gewapende' vloot), oftewel als 'Onoverwinnelijke Vloot' (Armada Invencible) aangeduide zeemacht waarmee de Spaanse koning Filips II tijdens de Spaans-Engelse Oorlog (1585-1604) probeerde Engeland binnen te vallen in het voorjaar en de zomer van 1588. De vloot voer vanuit Spanje door Het Kanaal om een invasieleger te gaan begeleiden dat op schuiten van Vlaanderen naar Engeland overgezet moest worden. Bij aankomst bleek dat leger zich niet te willen inschepen omdat Nederlandse schepen de havens blokkeerden. Kort daarop werd de wachtende Armada aangevallen en uiteengeslagen door de Engelse vloot, die gebruik maakte van vuurschepen. Ze raakte daarbij zo zwaar beschadigd dat besloten werd met een omweg rond Schotland weer naar huis terug te keren. Op de terugreis vergingen tijdens storm veel schepen op de Ierse kust. Ongeveer de helft van de schepen en meer dan de helft van de manschappen keerde nooit meer terug.
- De Engelse Armada van 1589 leidde tot een nederlaag van de Engelse vloot tegen de zich alweer versterkende Spaanse vloot. Hierdoor kon de Spaanse vloot het herstel snel doorzetten en de verbinding met Amerika behouden.
- De Slag bij de Yellow Ford in 1598 waarbij een Engelse strijdmacht van 4.000 man verrast en verslagen werd door de Ierse verdedigers onder leiding van Hugh O'Neill. Hierdoor verloor Engeland tijdelijk zijn gezag en kon de rebellie zich over heel Ierland verspreiden.

## 17e eeuw

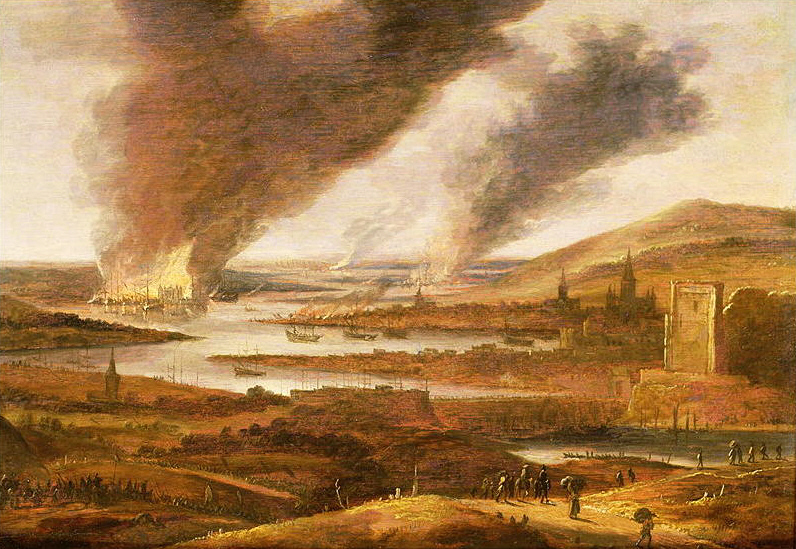
De Tocht naar Chatham op een schilderij van Willem Schellinks

- De Tocht naar Chatham of de Slag bij de Medway was een succesvolle Nederlandse aanval op de Engelse oorlogsvloot en scheepswerven in juni 1667 tijdens de Tweede Engels-Nederlandse Oorlog. De Nederlanders, onder het bevel van admiraal Michiel de Ruyter met direct toezicht van een meegereisde Cornelis de Witt, bombardeerden Sheerness, voeren de Theems op tot Gravesend, zeilden hierna de Medway op tot in Chatham, sinds 1560 de belangrijkste Engelse marinebasis, waar ze drie grote en tien kleine schepen tot zinken brachten en de HMS Unity en HMS Royal Charles, de trots en het vlaggenschip van de Engelse vloot, enterden en meesleepten naar Nederland. Het was het grootste verlies ooit voor de Engelse marine en leidde tot een snel einde van de oorlog.
- De Slag bij Saraighat in maart 1671 tussen het Mogolrijk (onder leiding van koning Mirza Raja Ram Singh I), en het Koninkrijk Ahom (onder leiding van Lachit Borphukan) op en aan de rivier de Brahmaputra bij Saraighat, nu in Guwahati. Het veel kleinere leger van Ahom versloeg dat van het Mogolrijk door op briljante wijze gebruik te maken van het terrein, van slimme diplomatieke onderhandelingen om tijd te winnen, guerrillatactieken, psychologische oorlogsvoering, inlichtingen en door het zwakste onderdeel van het Mogolrijk – hun vloot – aan te grijpen.
- Het Beleg van Wenen vond plaats vanaf 14 juli 1683. De Ottomaanse grootvizier Kara Mustafa leidde op bevel van sultan Mehmet IV een leger van 138.000 man naar Wenen. In die tijd beheerste het Ottomaanse Rijk reeds het grootste deel van de Balkan, tot Hongarije toe. Ook in 1529 stonden de Turken al eens voor de poorten van Wenen, destijds onder leiding van Sultan Süleyman I de Prachtlievende.

## 18e eeuw
- De Slag bij Poltava in Zuid-Rusland (tegenwoordig is Poltava een stad in Oekraïne) vond plaats op 8 juli 1709 en markeert het keerpunt in de Grote Noordse Oorlog. Koning Karel XII van Zweden had de Poolse koning August de Sterke volledig verslagen en ook diens bondgenoot tsaar Peter de Grote van Rusland in de slag bij Narva (1700) afgestraft. Vervolgens liet hij zich verleiden tot een aanval op het hart van Rusland. De 19e-eeuwse Britse historicus Edward Creasy rekende de Slag bij Poltava onder zijn vijftien meest beslissende veldslagen in de wereld. De Zweedse nederlaag betekende het einde van de Zweedse hegemonie rond de Oostzee en het begin van bijna drie eeuwen Russische dominantie in Oost-Europa. Polen werd de facto een Russische vazalstaat.
- De Slag bij de Salween in september 1718. Het gehele Qingleger werd vernietigd door de Dzjoengaren.
- Het Beleg van Cartagena de Indias van maart tot mei in 1741. Een grote Britse invasiemacht bestaande uit 26.400 man en 186 schepen leed een verpletterende nederlaag tegen 4.000 Spaanse verdedigers en slechts zes schepen, tijdens de Oorlog om Jenkins' oor. De Britten trokken zich terug na een verlies van meer dan 8.000 doden, 7.500 gewonden 1.500 kanonnen en 50 schepen.
- De Slag bij Plassey op 23 juni 1757 bij het Bengaalse plaatsje Plassey resulteerde in een afgetekende overwinning van Robert Clive, gouverneur-generaal van de Britse Oost-Indische Compagnie, met 3.000 modern bewapende manschappen tegen het 50.000 man sterke leger van de onderkoning Mir Jafar van Bengalen. Hiermee begon de Britse verovering van India.
- De Slag bij Saratoga was een belangrijke veldslag tijdens de Amerikaanse Onafhankelijkheidsoorlog, die plaatsvond in het najaar van 1777. De strijd vond plaats in Saratoga County in New York. De veldslag was veeleer een opeenvolging van een reeks schermutselingen, waarvan de belangrijksten waren de Slag om Freeman's Farm op 19 september 1777 en de Slag van Bemis Heights op 7 oktober 1777. De Amerikanen werden geleid door Horatio Gates en de Britten door John Burgoyne. Na de Slag van Bemis Heights gaf Burgoyne zich over op 17 oktober 1777. De Amerikanen namen bijna 6.000 soldaten (Britten maar ook huurlingen uit Hessen en Brunswijk) gevangen. De veldslag wordt beschouwd als een keerpunt in de revolutie. Nadien besliste Frankrijk om de Verenigde Staten te erkennen en te hulp te komen.
De 19e-eeuwse Britse historicus Edward Creasy rekende het verlies van de Britten onder zijn vijftien meest beslissende veldslagen in de wereld, niet in de laatste plaats omdat de V.S. reeds in zijn tijd (nog geen eeuw na de onafhankelijkheid) een groot economisch en politiek belang vertegenwoordigde dat hij liever onder de Britse Kroon had gezien.
- Het Beleg van Gibraltar speelde zich af bij het begin van de Amerikaanse Onafhankelijkheidsoorlog en eindigde in een mislukking van een operatie te land en ter zee van de Fransen en de Spanjaarden om Gibraltar in te nemen op de Britten. Het beleg duurde van 24 juni 1779 tot 7 februari 1782. Het Beleg van Gibraltar was daarmee de langdurigste slag van de Amerikaanse Onafhankelijkheidsoorlog, terwijl er geen enkele Amerikaan in gevochten heeft. De succesvolle verdediging van Gibraltar werd in 1782 uitbundig door de Britten gevierd en werd beschouwd als een pleister op de wonde na het pijnlijke verlies van de Amerikaanse koloniën.

## 19e eeuw
- De Slag bij Bladensburg, die op 24 augustus 1814 plaatsvond nabij Bladensburg in de Amerikaanse staat Maryland, was een belangrijke slag in de Brits-Amerikaanse oorlog van 1812. Het resultaat was een grote Britse overwinning. De slag bij Bladensburg wordt ook wel "de grootste blamage van het Amerikaanse leger ooit" genoemd.
- De Veldtocht naar Rusland onder leiding van keizer Napoleon I van Frankrijk in 1812 was een onderdeel van de Zesde Coalitieoorlog en vormde het omslagpunt van de napoleontische oorlogen. Van het enorme Franse leger van bijna 700.000 soldaten overleefden maar zo'n 20.000 man.
- De Slag bij New Orleans was een veldslag tijdens de oorlog van 1812 tussen de Verenigde Staten en het Britse Rijk in december 1814-januari 1815, die zich afspeelde in Chalmette nabij New Orleans. In december 1814 ontscheepte de Britse strijdmacht onder bevel van majoor-generaal Edward Pakenham, nabij de monding van de Mississippi. In het begin kwamen zij slechts enkele vrijschutters op hun weg tegen. Ingedekt door troepen van de boekanier Jean Lafitte installeerden de Amerikanen onder bevel van Andrew Jackson zich in verdedigende positie in Chalmette op 8 km van New Orleans. De voorpost bereikte hen op 1 januari en er vond een artilleriegevecht plaats. Pakenham besloot te wachten op de rest van zijn leger om aan te vallen.
Op 8 januari gaf Pakenham het bevel tot een drietal aanvallen die teruggeslagen werden en leed daarbij grote verliezen. Pakenham zelf raakte bij de derde aanval dodelijk gewond. De Britten vochten moedig, maar het ontbrak hun aan stormladders waarmede zij de versterking konden beklimmen. Zij werden een makkelijk doelwit en uit vrees voor nieuwe Amerikaanse troepen trokken zij terug. Op de andere oever behaalden de Britten een gemakkelijke overwinning.
- De Slag bij Waterloo was een veldslag bij Waterloo, een plaatsje destijds gelegen in de Zuidelijke Nederlanden, tegenwoordig in België. Napoleon Bonaparte werd hier op 18 juni 1815 definitief verslagen door een combinatie van enerzijds Britse en Nederlandse en anderzijds Hannoverse en Pruisische legers, onder leiding van respectievelijk de hertog van Wellington en generaal Gebhard Leberecht von Blücher.
- De Slag bij San Jacinto was een veldslag tussen Mexico en de Texaanse rebellen, gevochten op 21 april 1836. Het wordt beschouwd als het keerpunt in de Texaanse Onafhankelijkheidsoorlog. Het slagveld was de vlakte van San Jacinto. De slag vond iets meer dan een maand plaats na de slag om de Alamo. Verwijzend naar recent verloren slagen joeg de Texaanse commandant Sam Houston zijn manschappen onder de strijdkreten "Remember the Alamo!" en "Remember Goliad!" op naar de overwinning. Er vielen 630 doden aan Mexicaanse en 9 aan Texaanse zijde. Het Mexicaanse leger, onder leiding van generaal de Santa Anna werd omsingeld door de Texanen. Santa Anna werd daarbij onder compromitterende omstandigheden met de schone "Yellow Rose" gevangengenomen. In ruil voor zijn vrijlating trok Santa Anna zijn troepen terug tot voorbij de Rio Grande en werd Texas de facto onafhankelijk. De Mexicaanse regering weigerde de onafhankelijkheid van Texas te erkennen.
- De Slag bij Bloedrivier werd uitgevochten tussen de Voortrekkers en de Zoeloes op 16 december 1838. Een Zoeloeleger van ongeveer 10.000 man sterk bestormde het laager van 464 Voortrekkers met 200 knechten. Om hun assegaaien (Zoeloesperen) goed te gebruiken moesten de Zoeloes zo dicht mogelijk bij het laager komen. De Voortrekkers waren met hun vuurwapens en kanonnen veel beter uitgerust en de aanstormende Zoeloes vielen bij bosjes dood neer. Na drie onsuccesvolle aanvallen van de Zoeloes stuurde Pretorius zijn cavalerie op de vijand af en sloegen de Zoeloes op de vlucht. Deze slag vormt een van de belangrijkste voorvallen van de Grote Trek in Zuid-Afrika.
- De Terugtocht uit Kaboel, ook wel genoemd 'de vernietiging van Elphinstones Leger', was de desastreuze terugtocht van William Elphinstone in 1842 tijdens de Eerste Brits-Afghaanse Oorlog die het verlies van 4.500 manschappen plus ongeveer 12.000 familieleden, werklieden, bedienden en anderen.
- De Charge van de Lichte Brigade was een charge van de Britse cavalerie, aangevoerd door James Brudenell, de 7de Earl van Cardigan, op 25 oktober 1854, rond 11:15 ('s ochtends) als onderdeel van de Slag bij Balaklava tijdens de Krimoorlog. De charge is vooral bekend als het onderwerp van het beroemde gedicht The Charge of the Light Brigade van Alfred Lord Tennyson, die, door de regels "Theirs not to reason why / Theirs but to do and die" symbool zijn geworden voor de hardheid van oorlog. Meer nog is het symbool geworden van de zinloosheid van moed, hoe mooi het ook is, of, in de woorden van de Franse maarschalk Pierre Bosquet: "C'est magnifique, mais ce n'est pas la guerre, c'est de la folie.": "Het is prachtig, maar het is geen oorlog, het is dwaasheid." Hierdoor is dit gedicht, en de charge zelf, bekender dan de meer succesvolle "Charge van de Zware Brigade".
- De Slag bij Isandlwana was een veldslag tijdens de Zoeloe-oorlog tussen de Britten en de Zoeloes. Op 22 januari 1879 werd een Brits leger onder bevel van luitenant-kolonel Henry Pulleine haast volledig afgeslacht door de Zoeloes.
- De Slag bij Fredericksburg werd uitgevochten op 13 december 1862 tussen generaal Robert E. Lees Army of Northern Virginia en het Noordelijke Army of the Potomac, dat op dat moment werd geleid door generaal-majoor Ambrose Burnside. Het was een van de meest eenzijdige Zuidelijke overwinningen uit de Amerikaanse burgeroorlog, ondanks dat het Noorden meer troepen had.
- De Slag bij Cold Harbor vond plaats tussen 31 mei en 12 juni 1864 in Hanover County, Virginia tijdens de Amerikaanse Burgeroorlog. De zwaarste gevechten vonden plaats op 3 juni. Het was de laatste grote slag tussen het leger van de Noordelijke luitenant-generaal Ulysses S. Grant en de Zuidelijke generaal Robert E. Lee tijdens de Overlandveldtocht. Duizenden Noordelijke soldaten vonden de dood in verschillende frontale aanvallen op sterk verdedigde Zuidelijke stellingen.
- Pickett's Charge op de derde dag van de Slag bij Gettysburg (3 juli 1863) behoort zonder enige twijfel tot de domste militaire manoeuvres aller tijden. Het plan was om een artilleriebombardement te lanceren tegen de Noordelijke vijand, waarna de drie divisies vanaf Seminary Ridge lopend op zouden rukken – zonder enige dekking van het landschap – over 1.200 meter naar Cemetery Ridge (ongeveer 10 minuten lopen). Recht op een hek de berg op naar een stenen muur met daarachter de Noordelijke troepen, hun musketten en kanonnen (artillerie). Rond 13:00 uur begon een Zuidelijke artilleriebarrage die minstens een uur aanhield – voor niets, aangezien de meeste inslagen te ver neerkwamen. Het Noorden vuurde aanvankelijk niet terug. Pas na een kwartier openden tachtig Noordelijke kanonnen het vuur. Na de barrage begonnen 12.500 Zuidelijke soldaten als één man aan hun opmars. Tot ze tot driekwart waren gevorderd, deed het Noorden niets. Toen begonnen de kanonnen en musketten te vuren. De Zuidelijke troepen bereikten de muur maar op een plek (een bocht in de muur die "The Angle" heet) en dat maar kortstondig. Van de 12.500 oprukkende soldaten keerden er ongeveer 6.500 terug naar de Zuidelijke linies. Picketts hele divisie was weggevaagd en – in combinatie met de eerdere verliezen – was het leger van de zuiderlingen feitelijk uitgespeeld. En daarmee vervloog ook eigenlijk de laatste hoop van het Zuiden op een overwinning.
- HMS Victoria kwam in aanvaring met HMS Camperdown en zonk met het verlies van 358 opvarenden omdat de vlootcommandant George Tryon een plotselinge draai opdroeg tijdens vlootmanoeuvres in 1893.
- De Slag bij Adwa was de beslissende veldslag van de Eerste Italiaans-Ethiopische Oorlog bij de Ethiopische stad Adwa in 1896. De Ethiopische overwinning voorkwam een poging tot kolonisatie door het koninkrijk Italië.

## 20e eeuw
- De Slag bij Tsushima was de laatste en beslissende zeeslag van de Russisch-Japanse Oorlog (1904-1905). De slag vond plaats op 27 en 28 mei 1905 (14-15 mei volgens de juliaanse kalender die Rusland gebruikte tot 1917). De vloot van de Japanse Keizerlijke Marine onder admiraal Heihachiro Togo vernietigde twee derde van de Oostzeevloot van de Russische Keizerlijke Marine onder admiraal Zinovi Rozhdestvenski. Dit was de eerste zeeslag waarin een niet-westerse marine een westerse marine versloeg.
- De Slag om Gallipoli, ook bekend als de Dardanellenveldtocht of de Gallipoliveldtocht, vond plaats op het schiereiland Gallipoli in het Ottomaanse Rijk (in hedendaags Turkije) van 25 april 1915 tot 9 januari 1916, tijdens de Eerste Wereldoorlog. Een gezamenlijke Britse en Franse operatie werd opgezet om de Ottomaanse hoofdstad, Istanboel, te veroveren en om een zeeroute naar Rusland veilig te stellen. De poging mislukte met zware verliezen aan beide zijden. De veldtocht betekende een belangrijke overwinning voor de Turken en een grote nederlaag voor de geallieerden.
- De Slag om Verdun (21 februari 1916 – 20 december 1916) was een van de bloedigste veldslagen uit de geschiedenis van de Eerste Wereldoorlog. Tot op de dag van vandaag staat hij symbool voor de zinloze slachtingen van mensenlevens, zoals die in deze en de volgende Wereldoorlog plaatsvonden.
- De Slag aan de Somme was een grote slag tijdens de Eerste Wereldoorlog, waarbij meer dan een miljoen slachtoffers vielen.
- De Slag om Warschau (ook wel het wonder aan de Wisła genoemd) was een belangrijke slag na de Eerste Wereldoorlog, waarbij de Polen als bij wonder een overwinning behaalden. De slag was onderdeel van de Pools-Russische Oorlog en werd gestreden tussen 12 augustus en 25 augustus 1920.
- De Slag om Annual in Noord-Marokko vond plaats op 20 juli 1921 aan het begin van de Rif-oorlog (1921-1926). Riffijnse opstandelingen onder leiding van Mohammed Abdelkrim El Khattabi versloegen een Spaans leger van 60.000 man in de Slag om Annual, waar ongeveer 18.000 Spanjaarden omkwamen. Na de slag werd door Mohammed Abdelkrim El Khattabi de Confederale Republiek van de Stammen van de Rif uitgeroepen. De oorlog tegen de Franse en Spaanse kolonisten duurde tot 1926.
- De Maginotlinie was een Franse verdedigingslinie aangelegd tussen 1930 en 1938 op de grens met België, Luxemburg en Duitsland in het noorden en met Italië in het zuiden. Hoewel de linie strikt technisch gezien functioneerde zoals bedoeld was, staat de Maginotlinie toch symbool voor een ernstig tekortschietende defensie strategie.
- De Slag om Frankrijk (Duits: Westfeldzug; Frans: Bataille de France) is de naam van het militair offensief dat Duitsland tijdens de Tweede Wereldoorlog in mei en juni 1940 tegen de Lage Landen en Frankrijk uitvoerde. De aanval begon op 10 mei 1940 en leidde tot de snelle verovering van Nederland, België en Luxemburg, de gedeeltelijke bezetting van Frankrijk en een plotse omslag in de geopolitieke machtsverhoudingen ten gunste van Duitsland. Het onbezette, zuidoostelijke deel van Frankrijk, de zone libre, werd een vazalstaat, Vichy-Frankrijk, van Duitsland, dat toen nog maar een belangrijke tegenstander overhad: het Britse Gemenebest. Frankrijk en de Lage Landen werden pas in 1944 en 1945 bevrijd.
- De Winteroorlog was een militaire campagne van de Sovjet-Unie tegen Finland van 30 november 1939 tot 13 maart 1940. De opzet was om heel Finland binnen enkele weken volledig te veroveren, maar in werkelijkheid duurde de 'Winteroorlog' enkele maanden en bezette de Sovjet-Unie slechts 11% van het Finse grondgebied tegen zeer zware verliezen, hoewel ze over een overmacht beschikte van driemaal zoveel man, dertig keer zoveel vliegtuigen en honderd keer zoveel tanks.
- Operatie Compass was een militaire operatie tijdens de Tweede Wereldoorlog. Het was de eerste grote geallieerde operatie in Noord-Afrika. Strijdkrachten van het Verenigd Koninkrijk en het Britse Gemenebest namen het op tegen een groot Italiaans leger van december 1940 tot februari 1941. De operatie werd een groot succes: de Italianen werden vanuit Egypte teruggedrongen tot halfweg Libië en 150.000 Italianen werden gevangengenomen, waarbij duizenden stuks tanks, artillerie, vliegtuigen en voertuigen werden vernietigd, terwijl de geallieerden nauwelijks verliezen leden.
- Operatie Taifun was de naam van het plan van de Duitse legerleiding voor de bezetting van Moskou, de hoofdstad van de Sovjet-Unie. Het plan omvatte tot in detail de bewegingen van de troepen en de data waarop manoeuvres moesten zijn uitgevoerd. Moskou zou exact vijf weken na de invasie van de Sovjet-Unie, die op 22 juni 1941 begon, in Duitse handen vallen. Daarvoor moesten de troepen de stad begin augustus bereiken. Men verwachtte dat door de val van Moskou, en de daarmee samenhangende ineenstorting van de Sovjet bevelsstructuur en bevoorrading (Moskou was het centrale spoorwegknooppunt van het land) de Duitse troepen binnen een week de strategische vrijheid zouden winnen om het volledige Europese deel van Rusland in korte tijd te bezetten. Het plan mislukte doordat Hitler en de Duitse legerleiding geen rekening hadden gehouden met bevoorradingsproblemen en verzet van de lokale bevolking. Verder was de Blitzkrieg-tactiek weinig effectief tegen een land dat veertig keer groter was dan Groot-Brittannië en Frankrijk. Uiteindelijk werd de situatie onhoudbaar toen de winter inviel, terwijl de Duitsers geen winterkleding en antivries voor de voertuigen en tanks hadden meegenomen.
- De Slag om Singapore was een slag in Zuidoost-Azië tijdens de Tweede Wereldoorlog. De belegering begon op 31 januari 1942 en na hevige gevechten capituleerden de geallieerden op 15 februari 1942. Het eiland was zwaar verdedigd tegen een landing uit zee. Het werd gezien als het "Gibraltar van het Oosten". Er was echter geen rekening gehouden met een aanval via Malakka. Ongeveer 130.000 Indiase, Australische en Britse soldaten werden krijgsgevangen gemaakt: de grootste overgave van Britse militairen in de geschiedenis.
- De Slag bij Midway is een zeeslag die tijdens de Tweede Wereldoorlog plaatsvond op 4 juni 1942 tussen Japan en de Verenigde Staten. De slag bij het atol Midway wordt door veel historici beschouwd als een keerpunt in de oorlog in de Grote Oceaan. Na de slag raakte de Japanse Keizerlijke Marine langzamerhand haar overwicht kwijt en kwam in het defensief terecht.
- De Aanval op Dieppe, ook bekend als De slag om Dieppe of Operatie Jubilee, was een geallieerde aanval op de door de Duitsers bezette havenstad Dieppe, gelegen aan de noordelijke Franse kust, tijdens de Tweede Wereldoorlog, die plaatsvond op 19 augustus 1942. De aanval werd uitgevoerd door meer dan 6000 infanteriesoldaten, hoofdzakelijk Canadezen, ondersteund door Britse zeemacht en luchtmacht contingenten. Het doel van de operatie was om een belangrijke haven te veroveren en bezet te houden gedurende een periode, om te bewijzen dat dit mogelijk was en om informatie in te winnen en te kijken hoe de Duitsers zouden reageren. Ook was de aanval bedoeld om de Luftwaffe in een grotere slag te betrekken.
De aanval werd over het algemeen beschouwd als een tactische ramp, want geen van de belangrijke doelen werd bereikt terwijl circa 70% van de aanvallers verloren werd: 4.384 van de in totaal 6.086 mannen die tot aan de wal kwamen, werden gedood, verwond of gevangengenomen. De Royal Air Force en de RCAF verloren 119 vliegtuigen, terwijl de Royal Navy 555 slachtoffers telde. De catastrofe in Dieppe heeft waarschijnlijk latere geallieerde voorbereidingen voor Operatie Toorts en D-Day beïnvloed.
- De Slag om Stalingrad (23 augustus 1942 – 2 februari 1943) geldt als keerpunt van de Tweede Wereldoorlog. De stad was genoemd naar Jozef Stalin. Via Richard Sorge wist Stalin dat Japan de Sovjet-Unie zou aanvallen nadat Duitsland een willekeurige stad aan de Wolga zou hebben veroverd. Het Duitse 6e leger werd volledig vernietigd door het Rode Leger, dat nog maar enkele maanden eerder nagenoeg overwonnen leek. Stalingrad (het huidige Wolgograd) werd het symbool voor de wederopstanding van het Rode Leger en gaf het Duitse moreel een zware klap; in brede lagen van de bevolking drong door dat de oorlog weleens slecht zou kunnen aflopen voor Duitsland; het naziregime zag voortaan af van 'kanonnen-en-boterpropaganda' en riep na afloop van de slag het volk op tot een totale oorlog.
- Operatie Bagration was de codenaam voor een offensief door het Rode Leger op het oostfront tussen 22 juni en 19 augustus 1944. De operatie resulteerde in de herovering van Wit-Rusland en het oosten van Polen. De naam verwijst naar Pjotr Bagration, een Russisch generaal ten tijde van de invasie van Rusland door Napoleon Bonaparte.
- Operatie Market Garden was een geallieerd offensief, in september 1944, aan het einde van de Tweede Wereldoorlog. Het is de grootste operatie op Nederlands grondgebied tijdens de Tweede Wereldoorlog. Het was voor de geallieerden en Nederland grotendeels een mislukking doordat de laatste brug (die bij Arnhem) niet kon worden ingenomen en het westen van Nederland mede hierdoor niet bevrijd kon worden. Hierop kreeg het westen van Nederland te maken met de Hongerwinter.
- De Slag om Tianquan in 1950 tussen de communisten en de nationalisten tijdens de Chinese Burgeroorlog eindigde in een overwinning voor de communisten ondanks een overwicht in aantallen van de nationalisten.
- De Slag bij Incheon was een amfibische invasie en veldslag in de Koreaanse Oorlog. De slag vond plaats van 10 tot 19 september 1950 en resulteerde in een beslissende overwinning voor de troepen onder leiding van de Verenigde Naties (VN). Bij de operatie waren zo'n 75.000 militairen en 261 schepen betrokken. Dit waren voornamelijk Amerikanen. In de nasleep van de slag kon de Zuid-Koreaanse hoofdstad Seoel twee weken later op de Noord-Koreanen worden heroverd.
- De Slag bij Điện Biên Phủ was de laatste slag in de Vietnamese onafhankelijkheidsoorlog. Hij duurde van 13 maart tot 7 mei 1954. Vietnam was tot dan toe een Franse kolonie, maar nu waren de Fransen genoodzaakt zich uit het noorden van Vietnam terug te trekken.
- De Invasie in de Varkensbaai op Cuba is de mislukte invasie in Cuba door Cubaanse ballingen in april 1961, gesteund door de Amerikaanse CIA. De invasie had het doel het bewind van Fidel Castro, die in 1959 in Cuba aan de macht was gekomen, omver te werpen. De aanval werd afgeslagen en juist daardoor dreef Castro richting de Sovjet-Unie en verder naar het communisme.
- De Zesdaagse Oorlog was een oorlog die tussen 5 en 10 juni 1967 werd uitgevochten tussen Israël en zijn Arabische buurlanden Egypte, Jordanië en Syrië. In reactie op Arabische dreigementen met een invasie voerde Israël verrassingsaanvallen uit met zijn luchtstrijdkrachten, waardoor de luchtmachten van Egypte, Jordanië en Syrië vrijwel geheel werden vernietigd, waarna Israël met een combinatie van aanvallen via grond, lucht en zee erin slaagde de Sinaï van Egypte, de West Bank van Jordanië, en de Golanhoogten van Syrië te veroveren, waarbij tevens ernstige personele en materiële verliezen werden toegebracht aan de Arabische landen.
- Het Tet-offensief was een aanval van de Vietcong en Noord-Vietnam, die begon op 30 januari 1968 tijdens de Vietnamoorlog. De strijd zou tot juni van dat jaar aanhouden. Hoewel het offensief uiteindelijk leidde tot een militair verlies voor de communisten, was het van groot effect op de regering van de Verenigde Staten en kwam het als een schok voor de Amerikaanse samenleving, die door hun politieke en militaire leiders in de waan waren gebracht, dat de communisten, ten gevolge van hun eerdere verliezen, niet in staat zouden zijn om een dergelijke omvangrijke aanval te ondernemen.
- De Slag bij Longewala vond plaats in 1971 aan het westelijke strijdtoneel van de Indiaas-Pakistaanse Oorlog van 1971. Pakistan begon een grootschalig offensief (met 2.800 militairen, 65 tanks en meer dan 130 andere militaire voertuigen) met als doel een kleine Indiase legerpost in Longewala (met een garnizoen van 120 militairen en één jeep voorzien van een antitankwapen) in te nemen. Ondanks hun numerieke minderheid slaagde het Indiase leger er in hun post gedurende de nacht te behouden. 's Ochtends werden direct toestellen van de Indiase Luchtmacht ingezet, die erin slaagden de opmars van het Pakistaanse regiment te stoppen. De daaropvolgende gevechten resulteerden in de vernietiging van meer dan honderd Pakistaanse tanks en voertuigen.
- Operatie Eagle Claw was een poging van de United States Armed Forces om op 24 april 1980 52 gijzelaars te bevrijden uit de Amerikaanse ambassade in Teheran, Iran. Deze operatie werd gekenmerkt door een reeks van mechanische gebreken en tekortschietende communicatie, die de dood van acht Amerikaanse militairen tot gevolgd hadden, en er ook in resulteerden dat de operatie op een volledige mislukking uitliep.

## Verder lezen
- Military Intelligence Blunders and Cover-Ups, door Colonel Hughes-Wilson John (ISBN 0-7867-1373-9)
- Geoffrey Regan's Book Of Military Blunders, door Geoffrey Regan (ISBN 0-233-99977-9)
- Scottish Military Disasters, door Paul Cowan (ISBN 978 19032 38967)
- Ik Val Aan, Volg Mij, militaire blunders in de twintigste eeuw, door Saul David (ISBN 9035120612)
- Edward Creasy, The Fifteen Decisive Battles of the World, 1851